# ロッカーズ

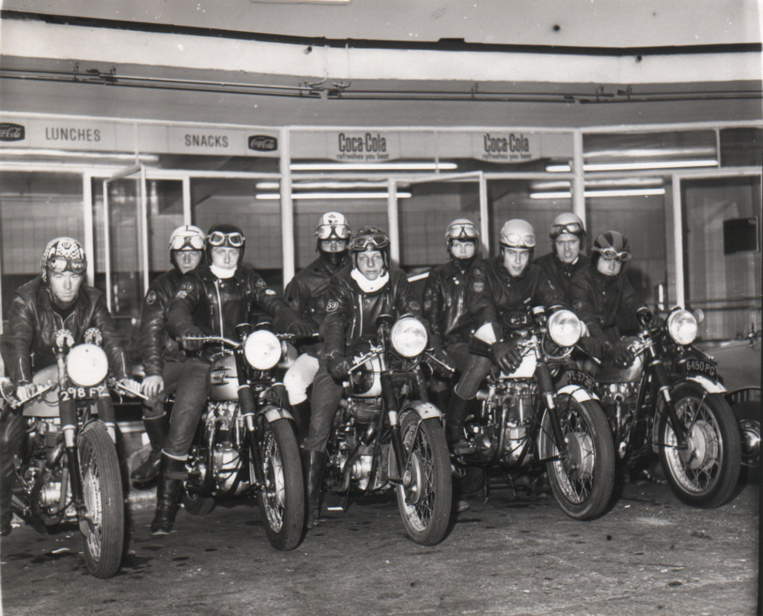
ロッカーズ

ロッカーズ (Rockers) は、1950年代後半にイギリスで誕生したバイカーズの呼称である。別称としてton-up boys、 leather boysがある。

## 概要
ロックンロールに影響を受け、黒の革ジャンに革パンを履いて単気筒エンジン/二気筒エンジンのバイクに乗った若者の集まりをロッカーズと称した。

## ファッション
革ジャンの背中にはマシンのロゴを白のペイントで描き、59club 、サーキットやマン島TTレース、はたまたツーリング先のご当地ワッペンを付け、七宝のバッチや丸鋲などで革ジャンを装飾していた。
1960年代の一般的な着こなしとしてAVIAKIT、KETT、Pride and Clarke などの革ジャケットにイギリス製または香港製のジーンズ、インナーはTシャツではなく、ワイドスプレッド・カラーのシャツとニットのセーターをまとい、髪をポマードで撫で付けた。

## ライフスタイル
このような60年代に台頭したバイクファッションに身を包み、クリフ・リチャード、シャドウズ、ビリー・フューリー、マーティ ワイルドなどのブリティッシュ・ロックン・ロールや、ジーン・ヴィンセントやエディ・コクランなどのロカビリーの音楽を好んだ。
ロンドンに拠点を持つエース・カフェのほか、The Busy Bee Cafe、The Salt Box Cafeなどのカフェに、トライアンフやノートン、BSAなどのオートバイで集まったり、オートバイでカフェからカフェまでの競争を行ったりした事から、彼等の好むオートバイの改造スタイルや改造されたオートバイをカフェレーサーと呼ぶようになった。

## その他
- ロッカーズ全盛期（1962年-1966年）には典型的なカフェレーサーとして、ノートンのフレームにトライアンフのエンジンを懸架する改造が流行し、この仕様はトライトンと呼ばれた。
- モッズと呼ばれた集団とは対立関係にあった[1][2]。1964年にブライトンの海岸で起こったロッカーズとモッズの大乱闘は有名である。架空のモッズ青年を主人公にしたイギリス映画『さらば青春の光』[注釈 3]（1979年）には、この大乱闘を含めてロッカーズとモッズの対立抗争が取り上げられている。
- ロッカーズは日本にも存在しており、毎年5月に愛知でUnited ROCKERSというイベントが開催される。